# 黄河道街道
黄河道街道，是中华人民共和国河北省秦皇岛市海港区下辖的一个乡镇级行政单位。

## 行政区划
黄河道街道下辖以下地区：
孟营村、前进村、孙庄村、吴庄村、大白庙村和小白庙村。